# Sandhi tonale
Il sandhi tonale è una forma di sandhi che si produce nelle lingue tonali, nella quale i toni assegnati alle singole parole variano in base alla pronuncia delle parole che le circondano nell'enunciato (locuzione o frase). Esiste in tutte le lingue tonali, ma in alcune appare più diffuso che in altre.
Il termine sandhi viene dal sanscrito e significa propriamente «legamento» (composto da sam- «assieme» e dal tema di dhā- «porre, fare»; cfr. l'etimo di sintesi). Nella grammatica sanscrita (dalla quale il termine è poi passato anche in altre lingue) indica «l'insieme degli adattamenti fonologici che si verificano nella giuntura tra diversi morfemi».

## Lingue con sandhi tonale
Non tutte le lingue tonali presentano il sandhi tonale. Le regole del sandhi si trovano ad esempio in molte delle lingue oto-mangue del Messico. Anche il cherokee ha un robusto sistema tonale nel quale i toni si combinano in vari modi. 
Molte lingue cinesi hanno il sandhi tonale, alcune di esse in maniera alquanto complessa. Così, mentre il sandhi del mandarino è semplice, l'amoy e, più in generale, il min nan meridionale ha un sistema più articolato, nel quale ciascuno dei toni cambia davanti ad un altro, e il modo in cui cambia dipende dalla consonante finale della sillaba in cui si trova.
Un altro esempio è quello della lingua hmong, nel quale la contestata distinzione tra il settimo e ottavo tono coinvolge la questione stessa del sandhi tonale, tra la pausa glottidale (-m) e i toni bassi ascendenti (-d).

## Ciò che è sandhi tonale e ciò che non lo è
Il sandhi tonale è obbligatorio nella misura in cui si soddisfano le condizioni contestuali che lo innescano. Non deve essere confuso con i cambiamenti di tono dovuti alla morfologia derivativa o inflessiva. Per esempio, nel cantonese, la parola «zucchero» (糖) si pronuncia tòng (/tʰɔːŋ˨˩/ o /tʰɔːŋ˩˩/, con il tono basso (discendente)), mentre la parola derivata «caramella» (scritta anch'essa 糖) si pronuncia tóng (/tʰɔːŋ˧˥/, con il tono medio ascendente). Tale cambiamento non è innescato dal contesto fonologico del tono, e perciò non è un esempio di sandhi. Anche i cambiamenti dei morfemi in mandarino nel tono neutro non sono esempi di sandhi tonale.
In hokkien (taiwanese), le parole kiaⁿ (tono alto, significa «dispiaciuto») e lâng (tono curvante verso l'alto, significa «persona») si combinano per formare due diverse parole composte con diversi toni. Quando si combinano mediante le regole del sandhi, kiaⁿ è pronunciata nel tono fondamentale e lâng nel tono originale (scritta in POJ come kiaⁿ-lâng). Questa espressione significa «spaventosamente sporco» o «sudicio». In questo caso si seguono le regole di base del sandhi tonale. Tuttavia, quando kiaⁿ  è pronunciato nel tono alto originale, e lâng è resa nel tono basso (scritto kiaⁿ--lâng), significa «spaventoso». Questo processo derivativo è distinto dal cambiamento di tono, semanticamente vuoto, che si presenta automaticamente quando kiaⁿ è seguita da lâng, e perciò non si tratta di sandhi tonale.

## Cinese mandarino
In lingua mandarina, il sandhi tonale più frequente concerne il 3º tono. Ci sono tre situazioni fondamentali.
In primo luogo, una sillaba originalmente con il 3º tono posta davanti a un'altra sillaba con lo stesso tono è pronunciata come una sillaba con il 2º (consultare anche Fonologia del mandarino). Ad esempio, l'espressione 你好 (nǐ hǎo) («buon giorno») è pronunciata di fatto níhǎo; normalmente, la trascrizione in pinyin, più fonologica che fonetica, non lo registra perché non esistono controesempi: questo sandhi tonale è automatico e non pertinente.
In secondo luogo, ogni sillaba con il 3º tono situata davanti a un'altra sillaba con altri toni (tra cui il «tono leggero», cioè l'assenza di tono) è pronunciata con il «semi-terzo tono», che la trascrizione non registra. Ad esempio, in 好看 (hǎo kàn) («bello») e 好吧 (hǎo ba) («bene!»), 好 (hǎo) è pronunciato con il semi-terzo tono. Di fatto, il terzo tono si sente solo nelle sillabe isolate, una pronuncia applicata ma artificiale, o in fine di enunciato.
Infine, alcune parole implicano regole di sandhi tonale più complesse. Per esempio, la particella di negazione 不 (bù) (4º tono) passa al 2º tono davanti a un'altra sillaba col 4º tono: 我不美 (wǒ bù měi) («non sono bello») ma 我不大 (wǒ bú dà). La parola 一 (yī) («uno») è ancora più complessa poiché si pronuncia:
- yī (1º tono) quando si conta, quando è isolata e in fine di parola o di enunciato;
- yí (2º tono) davanti a una sillaba con il  4º tono o davanti allo specificativo 个/個 (ge) (tono leggero ma anticamente sillaba col 4º tono);
- yì (4º tono) davanti a una sillaba con altri toni.

## Min nan
Il sandhi tonale in min nan (in particolare taiwanese, teochew, amoy e hainanese) è più complesso. Innanzitutto, sola l'ultima sillaba di un enunciato (o una sillaba isolata) conserva il suo tono d'origine. Tutti gli altri toni dell'enunciato sono modificati automaticamente non appena sono seguiti da un'altra sillaba, qualunque sia il suo tono (che non entra in gioco nelle modificazioni) e subiscono altri cambiamenti secondo la natura della coda della sillaba, cioè della consonante finale della sillaba stessa.

I toni dell'amoy, uno dei principali dialetti min nan, in posizione isolata, e i cambiamenti che essi subiscono quando precedono un altro tono.

Uno degli esempi più eclatanti al riguardo è quello dell'amoy, considerato tradizionalmente il dialetto di prestigio tra le lingue min nan. L'amoy ha cinque toni, che si riducono a due nelle sillabe che finiscono con una pausa glottidale. (Tali sillabe sono numerate 4 e 8 nel diagramma precedente.) Dentro una «parola fonologica», tutte le sillabe tranne l'ultima cambiano tono. Tra le sillabe prive di pausa (ossia, quelle che non finiscono con una pausa), il 1º tono diventa il 7º, il 7º tono si modifica nel 3º, il 3º tono diventa il 2º, e infine il 2° tono si trasforma nel 1º. Il 5º tono diventa il 7º o il 3º, a seconda del dialetto. Le sillabe munite di pausa che finiscono in /p/, /t/ o /k/, prendono il tono opposto (foneticamente, un tono alto diventa basso e un tono basso diventa alto), mentre le sillabe che finiscono con una pausa glottidale (indicata con h nel diagramma di sopra) perdono la loro consonante finale per diventare toni 2 o 3.

## Cherokee
Il cherokee, come già detto in precedenza, ha un sistema tonale molto articolato, al cui interno i toni possono combinarsi in diversi modi secondo regole tonali complesse e sottili, che ammettono peraltro varianti diverse a seconda delle tribù. Anche se questo sistema tonale si sta a poco semplificando, a causa dell'uso sempre più diffuso dell'inglese tra i nativi, esso resta comunque assai importante per il significato delle parole.